# Блази, Мануэле
Мануэле Блази (итал. Manuele Blasi; род. 17 августа 1980[…] или 17 апреля 1980, Чивитавеккья, Лацио) — итальянский футболист, опорный полузащитник; тренер.

## Карьера

### Клубная
Мануэле Блази — воспитанник клуба «Рома». В 1998 году он был отдан в аренду в клуб «Лечче», в составе которого провёл 12 игр. По возвращении в «Рому» Фабио Капелло, главный тренер римлян, по-прежнему не доверял молодому игроку, который сыграл лишь в 7 матчах клуба. 22 января 2000 года Блази дебютировал в матче серии А с «Пьяченцей» (2:1).
Летом 2000 года Блази был арендован «Перуджей» в рамках сделки, когда в стан «джалоросси» перешёл Хидэтоси Наката. После одного сезона Перуджа выкупила контракт Блази за 700 тыс. евро. В составе клуба Блази провёл в общей сложности 3 сезона. Именно в этом клубе Мануэле впервые в своей карьере был отправлен на место опорного полузащитника.
В 2003 году Блази в статусе свободного агента перешёл в «Ювентус» и сразу был передан в аренду в «Парму». Карьера в этом клубе была недолгой: анализ, взятый после матча 14 сентября с «Перуджей», дал положительный результат на нандролон. Его дисквалифицировали на срок в 6 месяцев до 17 марта 2004 года. Позже этот срок был уменьшен на 1 месяц.

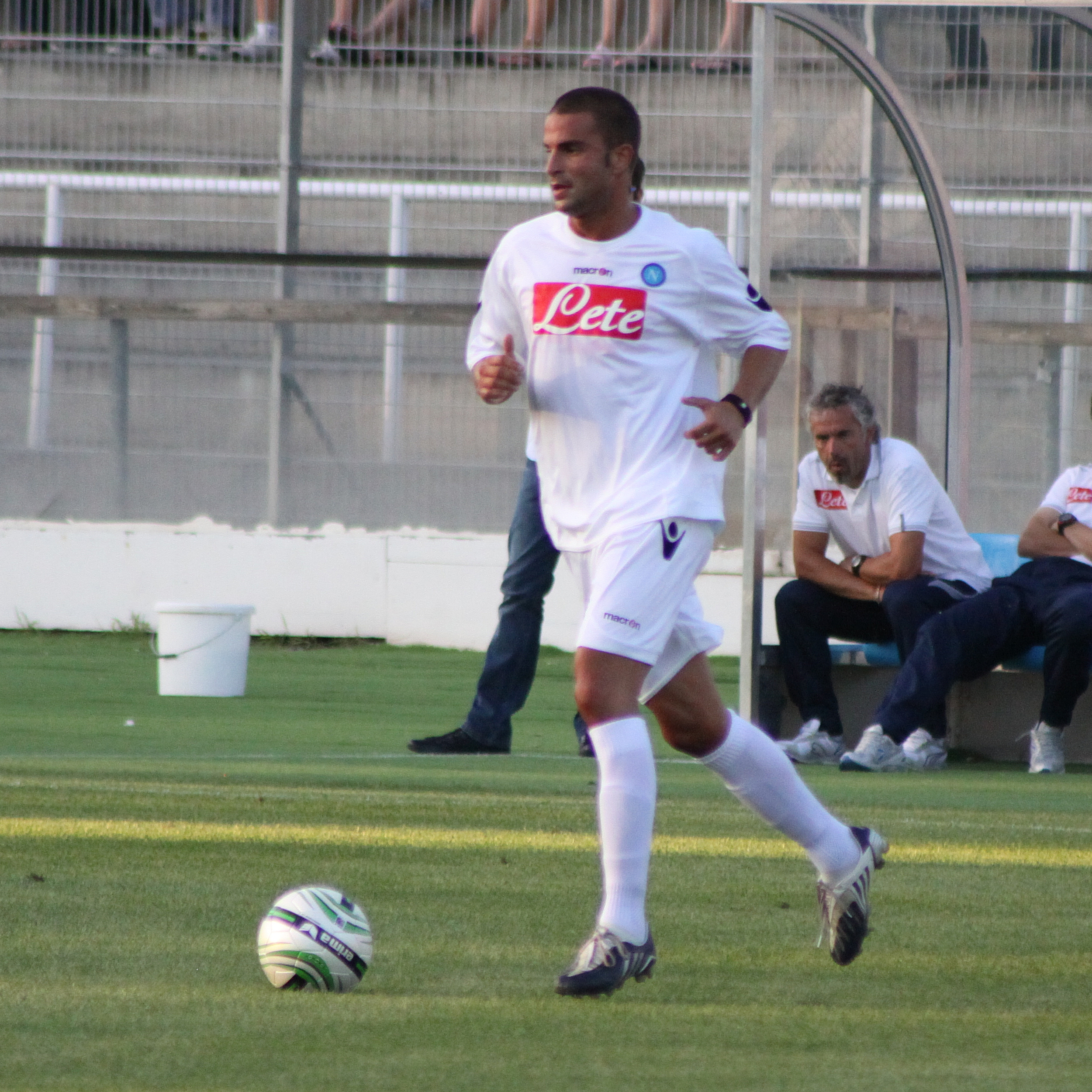
Блази в составе «Наполи»

В 2004 году Блази вернулся в «Ювентус» и стал твёрдым игроком основного состава клуба, выиграв конкуренцию у Алессио Таккинарди и Стивена Аппиа. Но в следующем сезоне с прибытием в клуб Патрика Виейра Блази потерял место в основе команды, выступая иногда на левом фланге обороны и полузащиты, где он заменял Дзамбротту.
Летом 2006 года после Кальчополи Блази был арендован «Фиорентиной». 22 октября того же года он забил свой первый мяч за все 139 матчей в серии А. Несмотря на то, что Блази стал игроком основы команды, «Фиорентина» не выкупила его трансфер по окончании сезона. Летом 2007 года он вернулся в «Ювентус», но его приход не входил в планы главного тренера команды Клаудио Раньери, который выставил футболиста на трансфер. Им интересовался английский «Манчестер Сити», но сделка не состоялась.
В августе 2007 года Блази был куплен клубом «Наполи», заплатившим за 50 % прав на игрока 2,5 млн евро. В первом сезоне в новом клубе Блази провёл один из лучших периодов карьеры. Он был поставлен на правый край полузащиты, став одним из лидеров команды. 22 мая 2008 года «Наполи» выкупил вторую часть контракта Блази, заплатив 2,4 млн евро. После этого Блази провёл ещё один сезон в клубе, выступив почти во всех играх своей команды.
31 августа 2009 года Блази перешёл на правах аренды с первоочередным правом выкупа в «Палермо». Он дебютировал в составе команды в матче третьего тура с «Бари».
1 июля 2011 года перешёл в «Парму» в рамках сделки по приобретению «Наполи» Блерима Джемайли. 25 января 2012 года подписал контракт с «Лечче».

### Международная
Блази выступал за сборные Италии всех возрастов. 18 августа 2004 года он дебютировал в составе первой сборной в матче с Исландией. Эта игра стала дебютом для Марчелло Липпи на тренерской скамье национальной команды. Всего за сборную Блази провёл 8 игр.

## Статистика
На 18 января 2011
| Сезон   | Клуб       | Лига    | Чемпионат | Чемпионат | Кубок | Кубок | Континт. | Континт. |
| Сезон   | Клуб       | Лига    | Игры      | Голы      | Игры  | Голы  | Игры     | Голы     |
| ------- | ---------- | ------- | --------- | --------- | ----- | ----- | -------- | -------- |
| 1998/99 | Лечче      | Серия В | 12        | 0         | 6     | 0     | —        | —        |
| 1999/00 | Рома       | Серия А | 5         | 0         | 2     | 0     | 0        | 0        |
| 2000/01 | Перуджа    | Серия А | 20        | 0         | 1     | 0     | 2        | 0        |
| 2001/02 | Перуджа    | Серия А | 26        | 0         | 4     | 0     | —        | —        |
| 2002/03 | Перуджа    | Серия А | 30        | 0         | 5     | 0     | 2        | 0        |
| 2003/04 | Парма      | Серия А | 12        | 0         | 0     | 0     | 1        | 0        |
| 2004/05 | Ювентус    | Серия А | 27        | 0         | 1     | 0     | 8        | 0        |
| 2005/06 | Ювентус    | Серия А | 13        | 0         | 3     | 0     | 5        | 0        |
| 2006/07 | Фиорентина | Серия А | 31        | 1         | 2     | 0     | —        | —        |
| 2007/08 | Наполи     | Серия А | 27        | 0         | 3     | 0     | —        | —        |
| 2008/09 | Наполи     | Серия А | 32        | 0         | 0     | 0     | 5        | 0        |
| 2009/10 | Наполи     | Серия А | 0         | 0         | 1     | 0     | —        | —        |
| 2009/10 | Палермо    | Серия А | 14        | 0         | 1     | 0     | —        | —        |
| 2010/11 | Наполи     | Серия А | 2         | 0         | 1     | 0     | 2        | 0        |
| 2011/12 | Парма      | Серия А | 5         | 0         | 0     | 0     | 0        | 0        |
| 2011/12 | Лечче      | Серия А | 3         | 0         | 0     | 0     | 0        | 0        |

## Достижения
- Чемпион Италии: 2004/05 (отменён в связи с Кальчополи)